# الكدمة (عبس)

تعديل مصدري - تعديل

الكدمة هي إحدى قرى عزلة بني حسن بمديرية عبس التابعة لمحافظة حجة، بلغ تعداد سكانها 269 نسمة حسب تعداد اليمن لعام 2004.